# Jermil Michailowitsch Wokujew
Jermil Michailowitsch Wokujew (russisch Ермил Михайлович Вокуев; * 29. März 1992) ist ein russischer Skilangläufer.

## Werdegang
Wokujew erreichte im Dezember 2010 mit Rang 14 über 15 km klassisch in Krasnogorsk seine erste Top-15-Platzierung im Eastern Europe Cup. Bei den Nordischen Junioren-Skiweltmeisterschaften 2012 in Erzurum wurde er Weltmeister mit der Staffel und gewann Silber über 10 km klassisch. Seine erste Top-10-Platzierung im Eastern Europe Cup gelang Wokujew im Dezember 2012 mit Rang sechs über 10 km klassisch in Krasnogorsk. Beim Sprint in Werschina Tjoi im November 2013 gelang Wokujew der erste Sieg im Eastern Europe Cup. Im folgenden Monat holte er bei der Winter-Universiade 2013 in Lago di Tesero jeweils die Silbermedaille im 30-km-Massenstartrennen und mit der Staffel und die Goldmedaille im Mixed-Teamsprint. Sein Debüt im Skilanglauf-Weltcup gab er am 2. März 2014 in Lahti, wo er über 15 km Freistil auf Platz 49 kam; drei Wochen später wurde er in Tjumen Russischer Meister im Sprint. Bei den U23-Weltmeisterschaften 2015 in Almaty gewann Wokujew die Bronzemedaille im Sprint und startete im Anschluss erneut im Weltcup. Dabei wurde er im März 2015 in Lahti im Sprint 47. und erzielte in Drammen als 23. des Sprints seine ersten Weltcuppunkte. Im Februar 2016 holte er im Sprint in Syktywkar seinen zweiten Sieg im Eastern Europe Cup. Im folgenden Monat wurde er bei den russischen Meisterschaften in Tjumen Dritter über 15 km klassisch und Zweiter im Sprint. Nach Platz zwei im Sprint beim Eastern-Europe-Cup in Krasnogorsk im Dezember 2016, belegte er bei der Tour de Ski 2016/17 den 36. Platz. Im Februar 2017 siegte er in Syktywkar über 15 km Freistil und erreichte den 14. Platz in der Gesamtwertung des Eastern-Europe-Cups. In der Saison 2017/18 belegte er mit je einen ersten, zweiten und dritten Platz den zweiten Gesamtrang beim Eastern-Europe-Cup. Auch in der Saison 2018/19 errang er den zweiten Platz in der Gesamtwertung des Eastern-Europe-Cups. In der folgenden Saison gewann er mit zwei ersten und zwei zweiten Plätzen die Gesamtwertung. Zudem siegte er im Dezember 2019 beim La Venosta über 40 km klassisch. Im Januar 2021 gewann er den Toblach–Cortina-Lauf und im folgenden Jahr den Marcialonga.

## Erfolge

### Siege bei Continental-Cup-Rennen
| Nr. | Datum             | Ort              | Disziplin        | Serie              |
| --- | ----------------- | ---------------- | ---------------- | ------------------ |
| 1.  | 23. November 2013 | Werschina Tjoi   | Sprint Freistil  | Eastern Europe Cup |
| 2.  | 26. Februar 2016  | Syktywkar        | Sprint klassisch | Eastern Europe Cup |
| 3.  | 25. Februar 2017  | Syktywkar        | 15 km Freistil   | Eastern Europe Cup |
| 4.  | 23. November 2017 | Werschina Tjoi   | Sprint klassisch | Eastern Europe Cup |
| 5.  | 22. Dezember 2018 | Krasnogorsk      | Sprint klassisch | Eastern Europe Cup |
| 6.  | 11. Januar 2019   | Minsk-Raubitschy | 10 km klassisch  | Eastern Europe Cup |
| 7.  | 13. November 2019 | Schtschutschinsk | 10 km klassisch  | Eastern Europe Cup |
| 8.  | 9. Februar 2020   | Syktywkar        | Sprint klassisch | Eastern Europe Cup |

### Siege bei Ski-Classics-Rennen
| Nr. | Datum             | Ort                          | Rennen          | Disziplin                   |
| --- | ----------------- | ---------------------------- | --------------- | --------------------------- |
| 1.  | 14. Dezember 2019 | Vinschgau                    | La Venosta      | 40 km klassisch Massenstart |
| 2.  | 24. Januar 2021   | Toblach                      | Toblach–Cortina | 42 km klassisch Massenstart |
| 3.  | 30. Januar 2022   | Val di Fiemme / Val di Fassa | Marcialonga     | 70 km klassisch Massenstart |